# 嚬哪醇重排反应
频哪醇重排（英語：Pinacol rearrangement）是一个邻二醇在酸催化下脱水并发生取代基重排生成羰基化合物的反应。。这一类反应由于嚬哪醇（2,3-二甲基-2,3-丁二醇）转换为嚬哪酮（3,3-二甲基-2-丁酮）的反应最具代表性，因而得名。反应的关键步骤是一个碳正离子的1,2-重排。

## 反应机理
1. 两个羟基其中之一接受一个质子之后脱去一分子水，形成碳正离子；
2. 发生1,2-重排，一个基团从未脱去羟基的碳上向有正电荷的碳上转移；
3. 羟基上脱去一个质子，其氧原子与碳成双键，反应结束。

第1步中，倾向生成稳定的碳正离子，级数较高的碳上的羟基容易脱去。
第2步中，倾向转移给电子性大的基团（即亲核性大的基团），芳基比烷基易于转移，烷基易于氢。
注意反应时出现了含碳正离子的中间产物，会发生重排。当初始形成的碳正离子不稳定时，其稳定性可以通过相邻基团的迁移来提高。这种迁移称为1,2迁移，即邻近基团向碳正离子转移一个键，同时产生出来一个新的碳正离子。
迁移的基团一般是芳基（Ar）、烃基（R）或氢（H）。迁移的优先顺序一般为：芳基>烃基>氢
这是因为芳基的迁移可以通过共轭效应极大地稳定碳正离子，烃基的迁移则通过诱导效应和超共轭效应提高稳定性。
特殊情况下的氢迁移：虽然氢的迁移能力相对而言最低，但在某些情况下，氢的迁移可能会优先发生。这通常是因为：
1.氢迁移路径的空间位阻更小，动力学上更加符合，迁移速度更快。
2.氢迁移后形成的碳正离子更稳定。例如，最终形成的碳正离子能够与π键或芳环发生共轭。